# Владимирська губернія
Влади́мирська губе́рнія (рос. Владимирская губерния) — адміністративно-територіальна одиниця Російської імперії та РРФСР, яка існувала у 1796–1929 роках. Губернське місто — Владимир.

## Географія

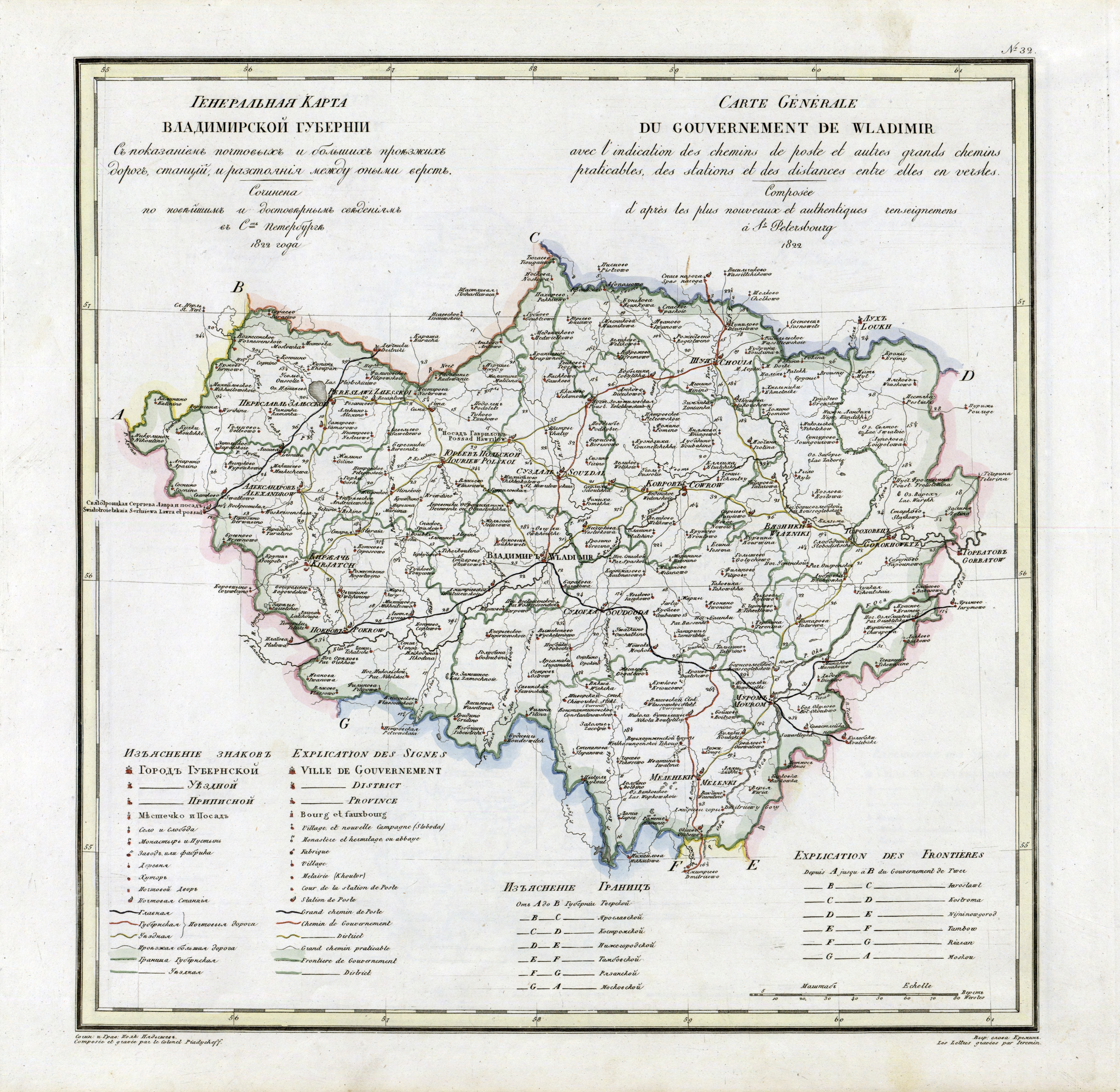
Владимирська губернія у 1821 році

Владимирська губернія  межувала на півночі з Ярославською та Костромською, на сході — Нижньогородською, на заході — Московською і Тверською, на півдні — Тамбовською і Рязанською губерніями.
До 1918 року губернія займала площу в 40 339 верст² (45 910 км²), за підрахунками І. П. Стрєльбицького — 42 930,5 верст², в тому числі під озерами близько 99 верст². 1926 року площа губернії становила 33 023 км². Найбільша довжина її зі сходу на захід 325 верст (347 кілометрів), а ширина із півночі на південь 240 верст (256 кілометрів).
Губернія займала територію сучасної Владимирської області (за винятком південної частини Гусь-Хрустального району), південну половину Івановської області (включаючи місто Іваново), більшу частину Переславського району Ярославської області, частини Талдомського, Сергієво-Посадського, Орєхово-Зуєвського і Шатурського районів Московської області, частини Володарського, Павловського, Вацького, Навашинського, Кулебакського та Виксунського районів Нижньогородської області, а також частину Касимовського району Рязанської області.

## Історія
1708 року було утворено Владимирська провінція у складі Московської губернії. 1778 року створено самостійне Владимирське намісництво з розподілом на 14 повітів. 1796 намісництво перетворено на губернію. З 1881 до 1917 року Владимирська губернія складалась із 13 повітів і кордонів своїх не змінювала.
Владимирська губернія РРФСР (в кордонах, значно менших Владимирської губернії Російської імперії) була ліквідована 14 січня 1929 року; більша частина території увійшла до Івановської промислової області.

## Керівництво губернії

### Генерал-губернатори
| Ім'я              | Титул, чин, звання  | Час на посаді |
| ----------------- | ------------------- | ------------- |
| Роман Воронцов    | граф, генерал-аншеф | 1778—1782     |
| Іван Салтиков     | граф, генерал-аншеф | 1782—1786     |
| Іван Заборовський | генерал-поручик     | 1786—1796     |

### Правителі намісництва
| Ім'я               | Титул, чин, звання                         | Час на посаді         |
| ------------------ | ------------------------------------------ | --------------------- |
| Олександр Самойлов | статський радник (чинний статський радник) | 1778—1787             |
| Петро Лазарєв      | статський радник (таємний радник)          | 30.07.1787—19.12.1796 |

### Губернатори
| Ім'я               | Титул, чин, звання                                   | Час на посаді         |
| ------------------ | ---------------------------------------------------- | --------------------- |
| Павло Рунич        | бригадир, чинний статський радник (таємний радник)   | 06.01.1797—1802       |
| Іван Долгоруков    | князь, чинний статський радник (таємний радник)      | 1802—23.03.1812       |
| Авдій Супонєв      | чинний статський радник                              | 23.03.1812—1817       |
| Іван Юрлов         | чинний статський радник                              | 01.02.1817—25.05.1820 |
| Дмитро Кавелін     | чинний статський радник                              | 25.05.1820—1821       |
| Петро Апраксін     | граф, генерал-майор, чинний статський радник         | 15.06.1821—29.07.1827 |
| Іван Курута        | статський радник                                     | 12.08.1827—27.11.1832 |
| Сергій Ланськой    | чинний статський радник                              | 27.11.1832—31.12.1834 |
| Степан Паскевич    | чинний статський радник                              | 13.01.1835—23.04.1836 |
| Іван Курута        | чинний статський радник                              | 23.04.1836—12.07.1842 |
| Петро Донауров     | чинний статський радник                              | 14.07.1842—08.04.1851 |
| Володимир Зарін    | чинний статський радник                              | 29.06.1851—28.02.1852 |
| Микола Синельніков | генерал-майор                                        | 28.02.1852—09.12.1852 |
| Володимир Анненков | генерал-лейтенант                                    | 09.12.1852—14.06.1856 |
| Єгор Тілічеєв      | чинний статський радник                              | 15.06.1856—18.09.1861 |
| Олександр Самсонов | Свита Його Величності, генерал-майор                 | 18.10.1861—01.01.1865 |
| Платон Шатохін     | чинний статський радник                              | 01.01.1865—04.03.1866 |
| Володимир Струков  | генерал-лейтенант                                    | 08.03.1866—12.12.1875 |
| Осип Судієнко      | у званні камер-юнкера, статський радник, шталмейстер | 02.01.1876—05.12.1892 |
| Михайло Теренін    | таємний радник                                       | 22.01.1893—30.05.1898 |
| Микола Цеймерн     | генерал-лейтенант                                    | 03.06.1898—19.10.1901 |
| Микола Клінгенберг | чинний статський радник                              | 19.10.1901—01.07.1902 |
| Іван Леонтьєв      | чинний статський радник, на посаді єгермейстера      | 06.07.1902—25.07.1906 |
| Іван Сазонов       | чинний статський радник (таємний радник)             | 29.07.1906—06.05.1914 |
| Володимир Крейтон  | чинний статський радник                              | 09.06.1914—03.03.1917 |

## Адміністративний поділ
В момент утворення 1796 року губернія поділялась на 10 повітів: Владимирський, В'язниковський, Гороховецький, Меленковський, Муромський, Переславський, Покровський, Суздальський, Шуйський, Юріївський.
1803 року були створені ще 3 повіти: Александровський, Ковровський і Судогодський.
Цей адміністративний поділ залишався незмінним до 1918 року. Наприкінці XIX століття до складу губернії входило 13 повітів, які поділялись на 222 волості.
| №  | Повіт            | Повітове місто                     | Площа, верст² | Населення (1897), чол. |
| -- | ---------------- | ---------------------------------- | ------------- | ---------------------- |
| 1  | Александровський | Александров (6 810 чол.)           | 2 886,8       | 100 371                |
| 2  | Владимирський    | Владимир (28 479 чол.)             | 2 402,5       | 160 996                |
| 3  | В'язниковський   | В'язники (8 862 чол.)              | 3 309,6       | 86 352                 |
| 4  | Гороховецький    | Гороховець (2 297 чол.)            | 3 817,7       | 92 240                 |
| 5  | Ковровський      | Ковров (14 571 чол.)               | 3 427,5       | 109 861                |
| 6  | Меленковський    | Меленки (8 909 чол.)               | 4 617,8       | 142 304                |
| 7  | Муромський       | Муром (13 271 чол.)                | 2 229,8       | 122 383                |
| 8  | Переславський    | Переславль-Залеський (10 639 чол.) | 3 178,7       | 87 337                 |
| 9  | Покровський      | Покров (2 785 чол.)                | 4 142,2       | 158 229                |
| 10 | Судогодський     | Судогда (3 182 чол.)               | 5 099,9       | 96 798                 |
| 11 | Суздальський     | Суздаль (6 412 чол.)               | 2 513,1       | 107 708                |
| 12 | Шуйський         | Шуя (19 583 чол.)                  | 2 565,2       | 158 483                |
| 13 | Юріївський       | Юріїв-Польський (5 759 чол.)       | 2 641,0       | 92 629                 |

1918 року Шуйський повіт відійшов до нової Іваново-Вознесенської губернії. 1920 року був створений Кольчугинський район (існував 4 роки). 1921 року ліквідовано Покровський повіт, а замість нього утворено Киржацький повіт. Ще за 3 роки ліквідовано Гороховецький, Киржацький та Суздальський повіти. 1925 року Юріїв-Польський повіт був переданий Іваново-Вознесенській губернії. За рік Меленковський і Судогодський повіти були ліквідовані, а на частині їх території утворено Гусевський повіт.
Таким чином 1926 року до складу Владимирської губернії входило 7 повітів:
| № | Повіт            | Повітове місто       | Площа, км² | Населення (1926), чол. |
| - | ---------------- | -------------------- | ---------- | ---------------------- |
| 1 | Александровський | Александров          | 4 365      | 184 850                |
| 2 | Владимирський    | Владимир             | 6 717      | 325 693                |
| 3 | В'язниковський   | В'язники             | 5 337      | 151 628                |
| 4 | Гусевський       | Гусь-Хрустальний     | 4 064      | 110 029                |
| 5 | Ковровський      | Ковров               | 3 272      | 120 524                |
| 6 | Муромський       | Муром                | 6 370      | 332 257                |
| 7 | Переславський    | Переславль-Залеський | 2 898      | 96 159                 |

14 січня 1929 року Владимирська губернія та всі її повіти були ліквідовані, а їх територія розділена між Івановською промисловою та Нижньогородською областями.

## Населені пункти
Наприкінці XIX століття в губернії було 15 міст, 1 посад (Гавриловський посад) і 8 227 решти поселень. З міст найбільш значні: Іваново-Вознесенськ (54 208 чол.), Владимир (28 479 чол.) і Шуя (19 583 чол.).

## Населення
1886 року жителів у губернії налічувалось близько 1 416 750 чоловік. За переписом 1897 року в губернії проживало 1 515 691 жителів (690 312 чоловіків та 825 379 жінок), з них у містах 190 618 чоловік. За підсумками всесоюзного перепису населення 1926 року населення губернії становило 1 321 140 чоловік, з них міське — 263 942 чоловік.

### Національний склад

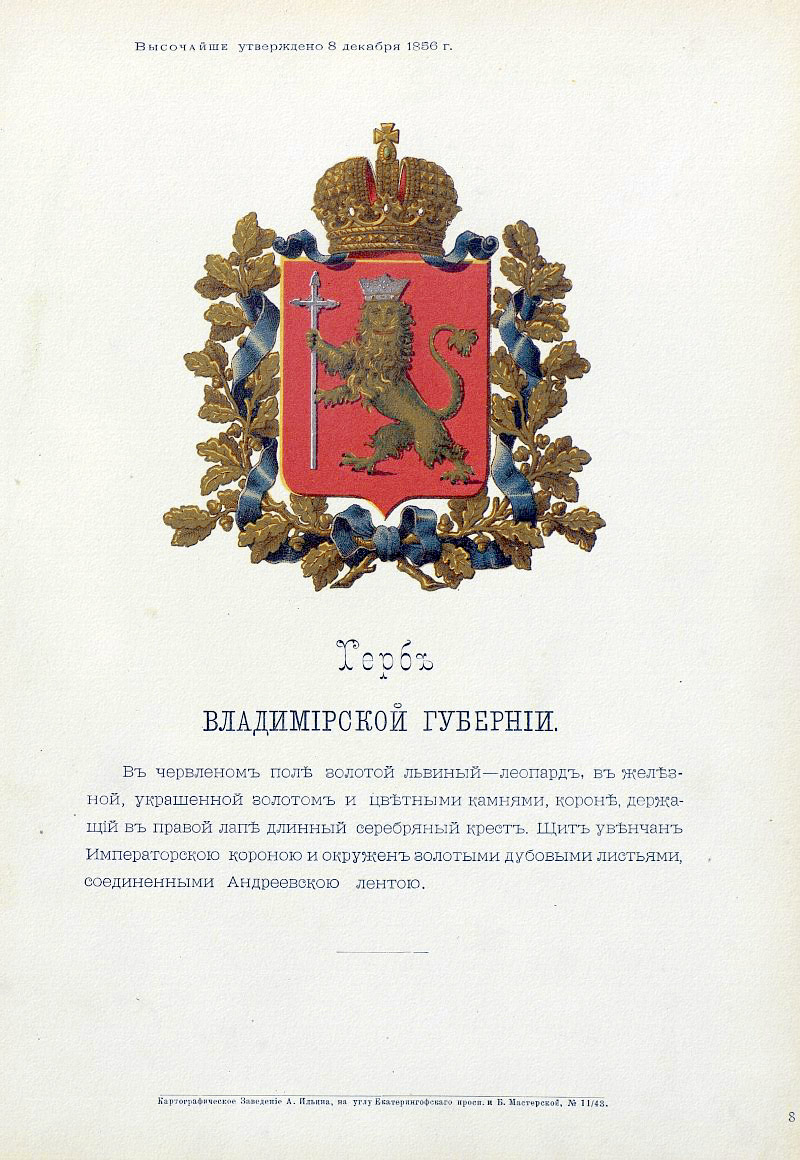
Герб губернії з офіційним описом, затверджений Олександром II (1856)

Національний склад 1897 року
| Повіт             | росіяни |
| ----------------- | ------- |
| Губернія в цілому | 99,7 %  |
| Александровський  | 99,6 %  |
| Владимирський     | 98,7 %  |
| В'язниковський    | 99,9 %  |
| Гороховецький     | 99,9 %  |
| Ковровський       | 99,8 %  |
| Меленковський     | 99,9 %  |
| Муромський        | 99,7 %  |
| Переславський     | 99,9 %  |
| Покровський       | 99,7 %  |
| Судогдський       | 99,9 %  |
| Суздальський      | 99,9 %  |
| Шуйський          | 99,6 %  |
| Юріївський        | 99,8 %  |